# 16 dobles
16 dobles és una sèrie de televisió emesa per TV3 ambientada en un petit hotel de Barcelona, en un format de capítols autònoms.

## Argument
La família Bofill ha adquirit l'edifici on vivien els Dalmau de "Temps de silenci", situat a la plaça del Blat de Barcelona, i l'ha convertit en un hotel amb 16 habitacions dobles, una d'individual i una petita suite. El que passa en aquestes cambres constitueix l'eix central de la sèrie, juntament amb la progressió, setmana a setmana, de la vida dels protagonistes, que són la família i els treballadors de l'hotel.
La sèrie també retrata un any en la vida de Barcelona, una ciutat que és seu de fires i congressos d'abast internacional i un important centre cultural, lúdic i econòmic, i que s'ha convertit en un indret turístic de primer ordre a escala mundial.
El nou paisatge humà de Barcelona i el conjunt de Catalunya també té cabuda en aquesta sèrie, que aborada les seves històries a través de personatges situats en un context actual i versemblant.

## Personatges
Lídia Bofill (Cristina Brondo)
Lídia Bofill és una noia insegura, emocionalment inestable, alegre, però amb rampells de ràbia o de malhumor, amb un punt d'orgull i de vegades amb un lleuger infantilisme.
Marc Humet (Miquel Sitjar)
Marc Humet és una persona realista, eficaç, molt pràctica. Simpàtic, enginyós, llest, però poc dúctil, no deixa espai a la improvisació i a la sorpresa.
Lluís Bofill (Jordi Banacolocha)
Lluís Bofill es conserva molt bé, malgrat els seus 62 anys (va néixer el 1941). Pare de la Cristina i la Lídia, manté una relació molt bona amb en Marc, relació que no es veurà afectada pels problemes d'aquest amb la seva filla gran.
Àngels Gutiérrez (Marta Angelat)
És la governanta de l'hotel i es cuida, entre altres coses, de l'organització de la neteja. De procedència humil i pares d'origen andalús, que van emigrar a Catalunya durant els anys cinquanta, és mare soltera i té un fill, Roger, que porta el seu mateix cognom, Gutiérrez.
Cristina Bofill (Núria Prims)
És la germana gran de la Lídia, el súmmum de les virtuts, la noia model, estimada i admirada per tothom, sap estar, és llesta, guapa, simpàtica: en una paraula, el motiu de la frustració i la secreta enveja de la nostra protagonista.
Òscar Morales (Fermí Casado)
Òscar Morales és el 'matusser' de l'hotel. Orfe, es va malcriar amb uns oncles i va acabar a la protectora de menors, on va entrar de molt jovenet per robar cotxes.
Roger Gutiérrez (David Janer)
Roger Gutiérrez és el fill periodista de l'Àngels. Divertit, llest, punyeter, irònic, despistat, atractiu i amb molt d'encant personal.
Cati Serrano (Marta Marco)
Cati Serrano, dona de fer feines, és una noia senzilla, amb molt bon cor, però poc intel·ligent, no ha superat l'ESO.
Eli Piera (Daniela Costa)
Elisenda Piera -Eli-, la nòvia del Roger, és una noia directa, decidida, contundent -potser massa-, que fa el que sigui per aconseguir allò que vol.
Alexei Nevrefka (Héctor Claramunt)
Nascut a Sant Petersburg, ha cursat estudis superiors i compta amb diverses titulacions, entre les quals, física nuclear i fins i tot -i això ho sabrem avançada la sèrie- música: és un pianista excel·lent.
Pau Andrés (Víctor Tejera)
Pau Andrés és originari de Fraga, a la comarca del Baix Cinca, i és el cambrer de l'hotel.
Montserrat (Laura Mañà)
La Montserrat, que s'incorpora a la segona temporada en la sèrie, sap coses del Lluís...
Pascal (Josep Linuesa)
Un amic de la Lídia.
Senyor Piera (Lluís Soler)
El pare de l'Eli, que ve amb la pretensió de posar una mica de seny.